# Större sammetssnäcka
Större sammetssnäcka (Velutina velutina), även kallad sjöpungsnäcka, är en snäckart som först beskrevs av Otto Friedrich Müller 1776. Det är en av totalt elva arter av snäckor vid svenska västkusten som lever av sjöpungar. Enligt Catalogue of Life och Dyntaxa/Artfakta/ Artpotalen ingår Större sammetssnäcka i släktet Velutina och familjen Velutinidae, Arten är reproducerande i Sverige. Inga underarter finns listade i Catalogue of Life.